# Жеркув
Жеркув (пол. Żerków)  —  город  в Польше, входит в Великопольское воеводство,  Яроцинский повят.  Имеет статус городско-сельской гмины. Занимает площадь 2,03 км². Население 2076 человек (на 2004 год).

## Побратимы
- Муниципалитет А-эн-Хюнзе, Дренте, Нидерланды

## Известные уроженцы
- Фюрст, Юлий (1805—1873) — германский ориенталист и издатель еврейского происхождения